# Государственная граница России
Госуда́рственная грани́ца Росси́и — линия и проходящая по этой линии вертикальная поверхность, определяющие пределы государственной территории (суши, вод, недр и воздушного пространства) Российской Федерации, то есть пространственный предел действия её государственного суверенитета.
Охрана государственной границы производится Пограничной службой ФСБ России в пределах приграничной территории, а также Вооружёнными силами Российской Федерации (войсками ПВО и ВМФ) — в воздушном пространстве и подводной среде. Обустройством пограничных пунктов ведает Министерство транспорта Российской Федерации.

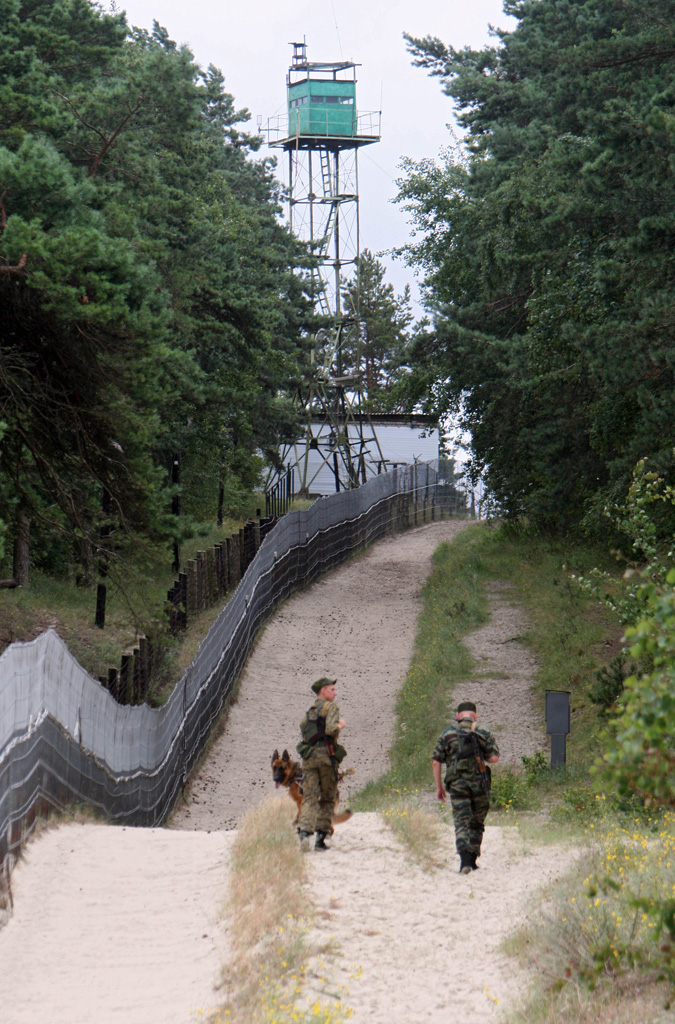
Российские пограничники в наряде на российском участке границы с Польшей на полуострове Балтийская коса. Пограничная застава «Нормельн» — самая западная застава России

Россия признаёт наличие границ с 18 государствами (в том числе с 8 бывшими союзными республиками СССР, которые после прекращения существования Советского Союза в 1991 году стали самостоятельными странами). Это границы с: Норвегией, Финляндией, Эстонией, Латвией, Литвой, Польшей, Беларусью, Украиной, Грузией, Азербайджаном, Казахстаном, КНР, Монголией, КНДР, а также частично признанными Абхазией и Южной Осетией, при этом только по морю граничит ещё с Японией и США. 
На текущий момент Россия имеет наибольшее количество государств-соседей в мире.
Протяжённость российской границы (без учёта оккупированных и аннексированных в ходе российско-украинской войны территорий Крыма, Донецкой, Луганской, Херсонской и Запорожской областей) составляет 60 932 км по данным Пограничной службы ФСБ России, в том числе 38 000 км морских границ; среди сухопутных границ выделяются свыше 7 000 км границ по рекам и 475 км по озёрам.

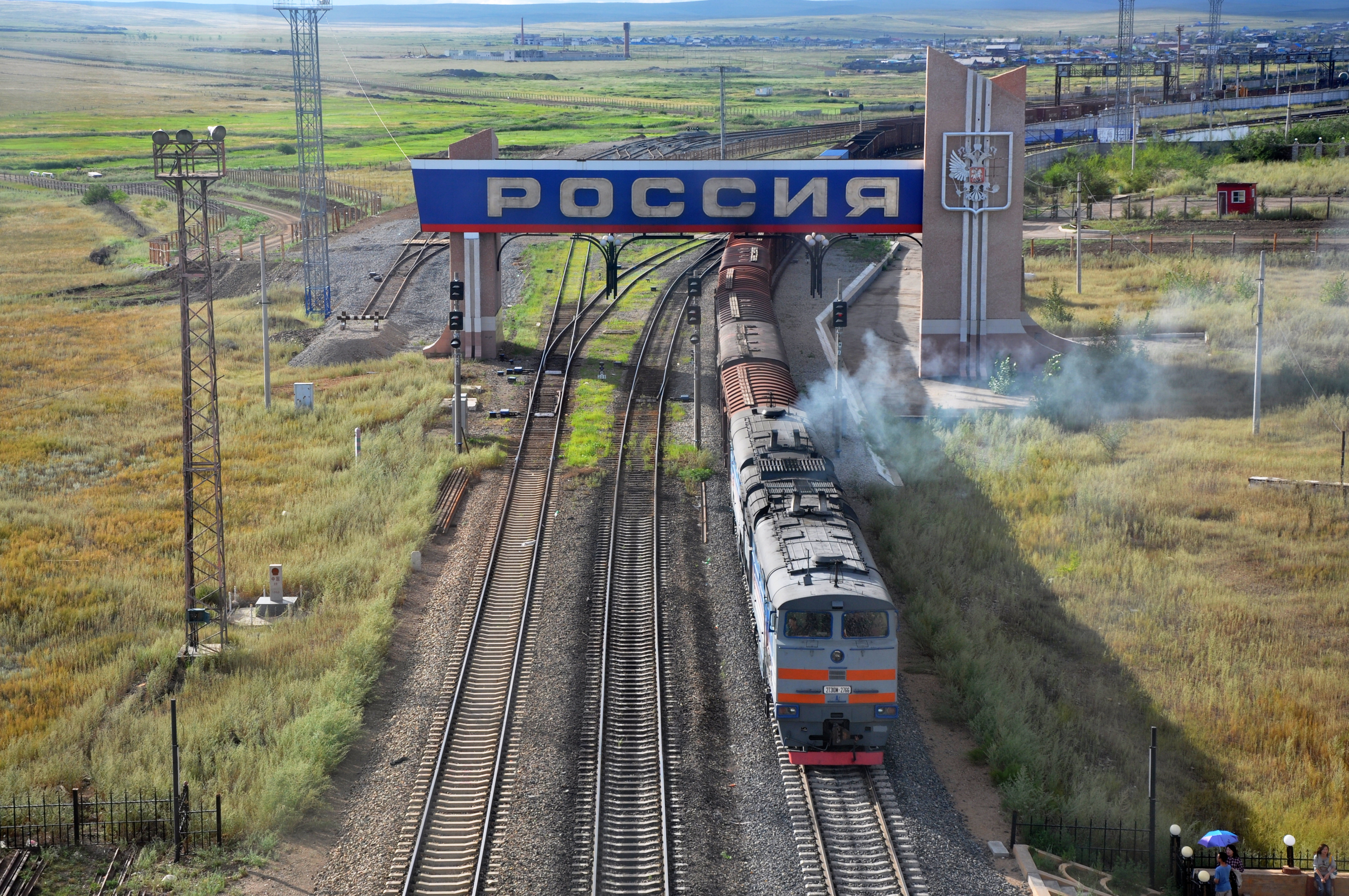
На российско-китайской границе у Забайкальска

## Протяжённость
Общая протяжённость государственной границы России составляет 60 932 км, в том числе сухопутной (на материке) — 22 125 км (из которых речной и озёрной — 7616 км, собственно сухопутной — 14 509 км), и морской — 38 807 км.
Протяжённость участков государственной границы России с государствами-соседями (в км)
| Участок государственной границы с государством, в порядке против часовой стрелки: | Длина сухопутной границы | Длина сухопутной границы | Длина сухопутной границы | Длина сухопутной границы | Длина морской границы | Длина границы, суммарная |
| Участок государственной границы с государством, в порядке против часовой стрелки: | собственно сухопутная    | речная                   | озёрная                  | суммарная                | Длина морской границы | Длина границы, суммарная |
| --------------------------------------------------------------------------------- | ------------------------ | ------------------------ | ------------------------ | ------------------------ | --------------------- | ------------------------ |
| Норвегия                                                                          | 43,0                     | 152,8                    | 0,0                      | 195,8                    | 23,3                  | 219,1                    |
| Финляндия                                                                         | 1091,7                   | 60,3                     | 119,8                    | 1271,8                   | 54,0                  | 1325,8                   |
| Эстония                                                                           | 89,5                     | 87,5                     | 147,8                    | 324,8                    | 142,0                 | 466,8                    |
| Латвия                                                                            | 137,2                    | 127,5                    | 5,8                      | 270,5                    | 0,0                   | 270,5                    |
| Литва                                                                             | 29,9                     | 206,0                    | 30,1                     | 266,0                    | 22,4                  | 288,4                    |
| Польша                                                                            | 203,3                    | 0,0                      | 0,8                      | 204,1                    | 32,2                  | 236,3                    |
| Белоруссия                                                                        | 857,7                    | 362,3                    | 19,0                     | 1239,0                   | 0,0                   | 1239,0                   |
| Украина                                                                           | 1508,7                   | 422,0                    | 162,9                    | 2093,6                   | 567,0                 | 2660,6                   |
| Абхазия                                                                           | 177,0                    | 55,9                     | 0,0                      | 233,0                    | 22,4                  | 255,4                    |
| Грузия                                                                            | 572,5                    | 0,0                      | 0,2                      | 572,5                    | 0,0                   | 572,5                    |
| Южная Осетия                                                                      | 70,0                     | 0,0                      | 0,0                      | 70,0                     | 0,0                   | 70,0                     |
| Азербайджан                                                                       | 272,4                    | 55,2                     | 0,0                      | 327,6                    | 22,4                  | 350,0                    |
| Казахстан                                                                         | 5936,1                   | 1516,7                   | 60,0                     | 7512,8                   | 85,8                  | 7598,6                   |
| Китай (КНР)                                                                       | 650,3                    | 3489,0                   | 70,0                     | 4209,3                   | 0,0                   | 4209,3                   |
| Монголия                                                                          | 2878,6                   | 588,3                    | 18,1                     | 3485,0                   | 0,0                   | 3485,0                   |
| КНДР                                                                              | 0,0                      | 17,3                     | 0,0                      | 17,3                     | 22,1                  | 39,4                     |
| Япония                                                                            | 0,0                      | 0,0                      | 0,0                      | 0,0                      | 194,3                 | 194,3                    |
| США                                                                               | 0,0                      | 0,0                      | 0,0                      | 0,0                      | 49,0                  | 49,0                     |
| итого                                                                             | 14518                    | 7141                     | 635                      | 22293                    | 1237                  | 23530                    |

Морские границы России, составляющие более 38 807 км, включают отрезки по морям и океанам:
- Балтийское море — 126,1 км
- Чёрное море — 389,5 км
- Каспийское море — 580,0 км
- Тихий океан — 16997,9 км
- Северный Ледовитый океан — 19724,1 км.

### Карта

Россия и её соседи.
Светло-зелёным обозначены территории Украины, аннексия которых в 2014 и 2022 годах не получила международного признания. Россия не оккупирует все территории, заявленные как аннексированные.

## Сухопутные границы
Основная территория Российской Федерации граничит по суше с 14 государствами — членами ООН и с двумя частично признанными государствами (Абхазия и Южная Осетия). С Польшей и Литвой граничит только полуэксклав Калининградская область. Небольшой анклав Медвежье-Саньково, входящий в состав Брянской области, со всех сторон окружён территорией Белоруссии. На границе с Эстонией существует полуэксклав Дубки.
Гражданин России может свободно, имея лишь внутренний паспорт, пересекать границу с Абхазией, Белоруссией, Казахстаном и Южной Осетией.
Границу с Белоруссией и Южной Осетией можно пересекать в любом месте, пограничного контроля на них нет.

## Морские границы
Морская государственная граница России определяется по внешней границе территориальных вод (12 морских миль или 22,2 км от сухопутной территории (включая все острова) или от внутренних морских вод при наличии последних в виде соответствующих вод портов, заливов, бухт, губ и лиманов) согласно Федеральному закону от 31.07.1998 № 155-ФЗ «О внутренних морских водах, территориальном море и прилежащей зоне Российской Федерации».
Общая протяжённость морских границ России, по данным Пограничной службы ФСБ России, составляет 38 000 км.
По морю Россия граничит с 12 государствами. С Соединёнными Штатами и Японией Россия имеет только морскую границу. С Японией это узкие проливы: Лаперуза, Кунаширский, Измены и Советский, отделяющие Сахалин и Курильские острова от японского острова Хоккайдо.
С США (см. Морская граница России-США) — Берингов пролив, граница, проходящая по которому отделяет российский остров Ратманова от американского острова Крузенштерна.
Длина границы с Японией — примерно 194,3 километра, с США — 49 километров.
Также по морю пролегает участок границы с Норвегией (Баренцево море), Финляндией и Эстонией (Финский залив), Литвой и Польшей (Балтийское море), Украиной (Чёрное море), Абхазией (Чёрное море), Азербайджаном и Казахстаном (Каспийское море), КНДР (Японское море).

## Спорные участки границы

### Урегулированные

#### Азербайджан
Граница установлена договором, подписанным в Баку 3 сентября 2010 года. Он вступил в силу в день обмена ратификационными грамотами (18 июля 2011 года). Проведённая линия границы вызвала в России критику депутатов Госдумы от КПРФ; глава Дагестана заявил, что «Дагестан не то что ничего не потерял, а приобрел гораздо больше».
В 1952 году для обеспечения маловодных районов Азербайджана, по ходатайству Азербайджанской ССР, на территории Магарамкентского района Дагестанской АССР был выделен участок земли под строительство гидроузла и водозаборных сооружений Самур-Дивичинского (позже Самур-Апшеронского) канала (административная граница проходила по правому берегу реки, и весь гидроузел располагался на территории Дагестана). Строительство было закончено в 1956 году. После распада Союза ССР Самурский гидроузел был объявлен собственностью Азербайджана (хотя располагался на территории России).
С начала 1990-х годов встала проблема по делимитации границы между Россией и Азербайджаном. 28 августа 2010 года было подписано Соглашение № 1416-р о делимитации границы между Российской Федерацией и Азербайджанской Республикой, а также о рациональном использовании и охране водных ресурсов реки Самур, по которым граница между Россией и Азербайджаном переносилась с правого берега реки Самур на середину гидроузла и стороны договорились деление водных ресурсов впредь производить в равных долях и установить размер экологического сброса равным 30,5 %.

#### Китай
Демаркация российско-китайской границы в 2005 году состоялась в период президентства Владимира Путина. Китай получил ряд спорных территорий общей площадью 337 км² — участок земли в районе острова Большой (верховья реки Аргунь в Забайкальском крае) и два участка в районе островов Тарабаров и Большой Уссурийский в районе слияния рек Амур и Уссури.

#### Латвия
Латвия претендовала на территорию Пыталовского района Псковской области. 27 марта 2007 года Россией был подписан договор о границах с Латвией, район остался в составе России.

### Открытые

#### Украина
27 февраля российские войска захватили крымский парламент и заменили украинские органы власти на контролируемых Россией акторов. Новые власти 16 марта провели спорный референдум. 18 марта 2014 года подписан Договор о вхождении Республики Крым в состав Российской Федерации.
Россия считает аннексированный Крым неотъемлемой частью своей территории. Украина и международное сообщество признают Крым временно оккупированной территорией Украины.
С 25 апреля 2014 года между Крымом и Украиной в одностороннем порядке установлена государственная граница России. Протяжённость государственной границы России в пределах Крымского полуострова составляет 735 км, в том числе сухопутной — 8,5 км (8,7 км), озёрной — 159,5 км, морской — 567 км.
С 27 сентября 2014 года вступил в силу Закон Украины «О создании свободной экономической зоны „Крым“». На основании Закона Украины о СЭЗ создается свободная экономическая зона «Крым», которая должна действовать 10 полных календарных лет (то есть до 27.09.2024). Граница между территорией СЭЗ «Крым» и материковой территорией Украины проходит по линии сухопутной административной границы между Автономной Республикой Крым и Херсонской областью. Соответственно, на административной границе СЭЗ «Крым» предусматривается создание зон таможенного контроля. При ввозе товаров в СЭЗ «Крым» через административную границу на них оформляется экспортная декларация, при вывозе из СЭЗ «Крым» — импортная. Свободная экономическая зона «Крым» отменена постановлением Верховной Рады Украины 1 июля 2021 года и прекратила своё существование 21 ноября 2021 года.
30 сентября 2022 года в ходе полномасштабного вторжения на Украину Российская Федерация объявила об аннексии оккупированных территорий Херсонской, Запорожской, Донецкой и Луганской областей. Аннексия не получила признания со стороны Украины и международного сообщества. Формальные (с точки зрения РФ) и реальные границы аннексированных территорий не вполне ясны; в регионе продолжаются активные боевые действия.

#### Эстония
По причине непризнания законности присоединения к СССР (и одностороннего аннулирования советским правительством Тартусского договора), Эстония претендовала на Печорский район Псковской области и правобережье реки Нарва с Ивангородом (см. Эстонская Ингерманландия). 18 мая 2005 года министры иностранных дел России и Эстонии Сергей Лавров и Урмас Паэт подписали договоры о государственной границе и разграничении морских пространств в Нарвском и Финском заливах, закрепившие прохождение госграницы между двумя государствами по прежней административной границе между РСФСР и Эстонской ССР «с незначительной корректировкой на условиях адекватной территориальной компенсации». Одним из основных предметов переговоров по российско-эстонской границе является Саатсеский сапог. Его планировалось передать Эстонии, обменяв на другие территории. Договор не был ратифицирован Россией из-за внесённых в него эстонской стороной поправок.
18 февраля 2014 года министры иностранных дел России и Эстонии С. В. Лавров и У. Паэт подписали новый договор о границе между двумя государствами. В нынешней версии договора подчеркивается, что стороны не имеют территориальных претензий друг к другу.
Россия по состоянию на 2018 год ратификацию пограничного договора не завершила. В начале 2018 года С. В. Лавров заявил, что ратификация пограничного договора возможна лишь при неконфронтационных отношениях двух государств. Законопроект № 747785-6 о ратификации Договора между Российской Федерацией и ЭР о российско-эстонской государственной границе и Договора между Российской Федерацией и ЭР о разграничении морских пространств в Нарвском и Финском заливах находится в процессе рассмотрения Государственной думой ФС России с 19 марта 2015 года.

#### Япония
Япония настаивает на передаче ей некоторых островов Южно-Курильской гряды: Итуруп, Кунашир, Шикотан и группы Хабомаи. Россия эти притязания не признаёт и считает острова неотъемлемой частью своей территории.

## Границы исключительных экономических зон
Россия имеет морские границы исключительных экономических зон (ИЭЗ) в Баренцевом, Чукотском, Беринговом, Охотском, Японском, Чёрном и Балтийском морях со следующими странами: Норвегия, США, Япония, КНДР, Абхазия, Турция, Украина, Польша, Швеция, Литва, Эстония, Финляндия. Согласно Федеральному закону от 17.12.1998 № 191-ФЗ «Об исключительной экономической зоне Российской Федерации» и соответствующей Конвенции ООН по морскому праву 1982 года, внутренней границей исключительной экономической зоны Российской Федерации является внешняя граница территориального моря (территориальных вод), а внешняя граница ИЭЗ находится на расстоянии 200 морских миль (370,4 км) от исходных линий, от которых отмеряется ширина территориального моря.